# Malthinus flaveoloides
Malthinus flaveoloides is een keversoort uit de familie soldaatjes (Cantharidae). De wetenschappelijke naam van de soort werd in 1997 gepubliceerd door Svihla.